# Grażyna Szymborska
Grażyna Szymborska (ur. w 1952 roku w Olsztynie) – polska działaczka kulturalna i samorządowa, w latach 2001-2014 dyrektor naczelna Filharmonii Śląskiej w Katowicach.

## Życiorys
Przez 12 lat (1990-2002) była radną Rady Miejskiej w Katowicach, kierując komisjami kultury, edukacji i sportu. Wybudowano wtedy na katowickim Giszowcu szkołę, wydano pierwszą monografię Katowic. Społecznie działała w Katowickiej Spółdzielni Mieszkaniowej. Jako dyrektor Filharmonii Śląskiej zrealizowała trzy Międzynarodowe Konkursy Dyrygentów im. G. Fitelberga.
Z wykształcenia jest informatykiem - absolwentką Wydziału Elektroniki Politechniki Gdańskiej. Ukończyła też studia podyplomowe na Wydziale Zarządzania i Komunikacji Społecznej Uniwersytetu Jagiellońskiego oraz studia z zarządzania nieruchomościami w Śląskiej Wyższej Szkole Zarządzania im. Gen. J. Ziętka.
Były radiowiec Studenckiej Agencji Radiowej Politechniki Gdańskiej, była też członkiem założycielem: Towarzystwa Zachęty Kultury, Klubu Niezależnych Stowarzyszeń Twórczych, Stowarzyszenia „Proscaenographia” i Stowarzyszenia Przyjaciół Filharmonii Śląskiej.
Jest odznaczona Złotym Krzyżem Zasługi w 2005 roku oraz Złotą Odznaką Zasłużony dla województwa śląskiego w 2000 roku.
Aktywny płetwonurek. Mieszka w Katowicach.